# Gorzyce (Powiat Wodzisławski)
Gorzyce (deutsch Groß Gorschütz) ist ein Dorf im Powiat Wodzisławski der Woiwodschaft Schlesien in Polen. Es ist Sitz der gleichnamigen Landgemeinde, aber nicht ihr größter Ort.

## Geografie
Die Gemeinde liegt im Süden Polens an der Grenze zu Tschechien. Beim Ort Olza mündet die Olsa (polnisch Olza) in die Oder.

## Geschichte
Der Ort wurde erstmals im Jahr 1226 schriftlich und drei Jahre später am 26. Mai 1229 in der päpstlichen Bulle von Gregor IX. für die Abtei Tyniec bei Krakau auch als Gorzice erwähnt. Das Dorf war noch im Besitz der im Jahr 1268 begründeten Abtei in Orlau am Ende des 13. Jahrhunderts. Im Dokument Liber fundationis episcopatus Vratislaviensis (Zehntregister des Bistums Breslau) von etwa 1305 wurde der deutsche Ortsname Berglyndorff (etwa Bergleindorf) von Gorzyce erwähnt.
Während des Zweiten Weltkriegs gab es in Gorzyce ein deutsches Lager für Polen, das Polenlager Nr. 168.

## Sehenswürdigkeiten
Zu Beginn des 20. Jahrhunderts ließ der 1906 nobilitierte Montan-Unternehmer Fritz von Friedlaender-Fuld in Groß Gorschütz zwei Schlösser errichten. Sie sind gut einen Kilometer voneinander entfernt; zusammen mit dem sie verbindenden Landschaftspark stehen sie unter Denkmalschutz.
- Das Schloss (Pałac) von 1912 ist eine ringförmige Anlage mit mittig gesetztem Torturm. Dieser wird von einer Zwiebelhaube abgeschlossen, die ursprünglich mit den erhöhten Mansarddächern der Pavillons an den Gebäudeenden korrespondierte. So wie der Rest der Anlage wurden sie in neuerer Zeit auf zwei Geschosse aufgestockt. Den Entwurf in neobarocken Formen schuf Paul Schultze-Naumburg. Das Schloss befindet sich in einem schlechten Zustand.
- Das Jagdschloss (Pałac myśliwski) wurde vom Berliner Architekten William Müller entworfen und 1907–1908 erbaut. Die Mittelrisalite sind jeweils durch einen Dreiecksgiebel und Wappenkartuschen und Fenstergirlanden hervorgehoben – die wenigen Schmuckelemente des schlichten Baus. Zur Einfahrt hin ist dort außerdem ein Balkon angebracht, zum Garten sind ein Säulenportikus sowie eine ausladende, geschwungene Freitreppenanlage vorgelagert. Es ist umgeben von einem Park.
- Pfarrkirche des Heiligen Schutzengels wurde von 1862 bis 1869 gebaut. Im Zweiten Weltkrieg wurde sie 1945 schwer beschädigt. Der Wiederaufbau erfolgte 1946–1948. Im Laufe der Zeit wurde eine Sakristei angebaut und die ursprüngliche Innenausstattung wiederhergestellt mit Kreuzweg, Kanzel, Seitenaltären, Figuren und Reliquiar.

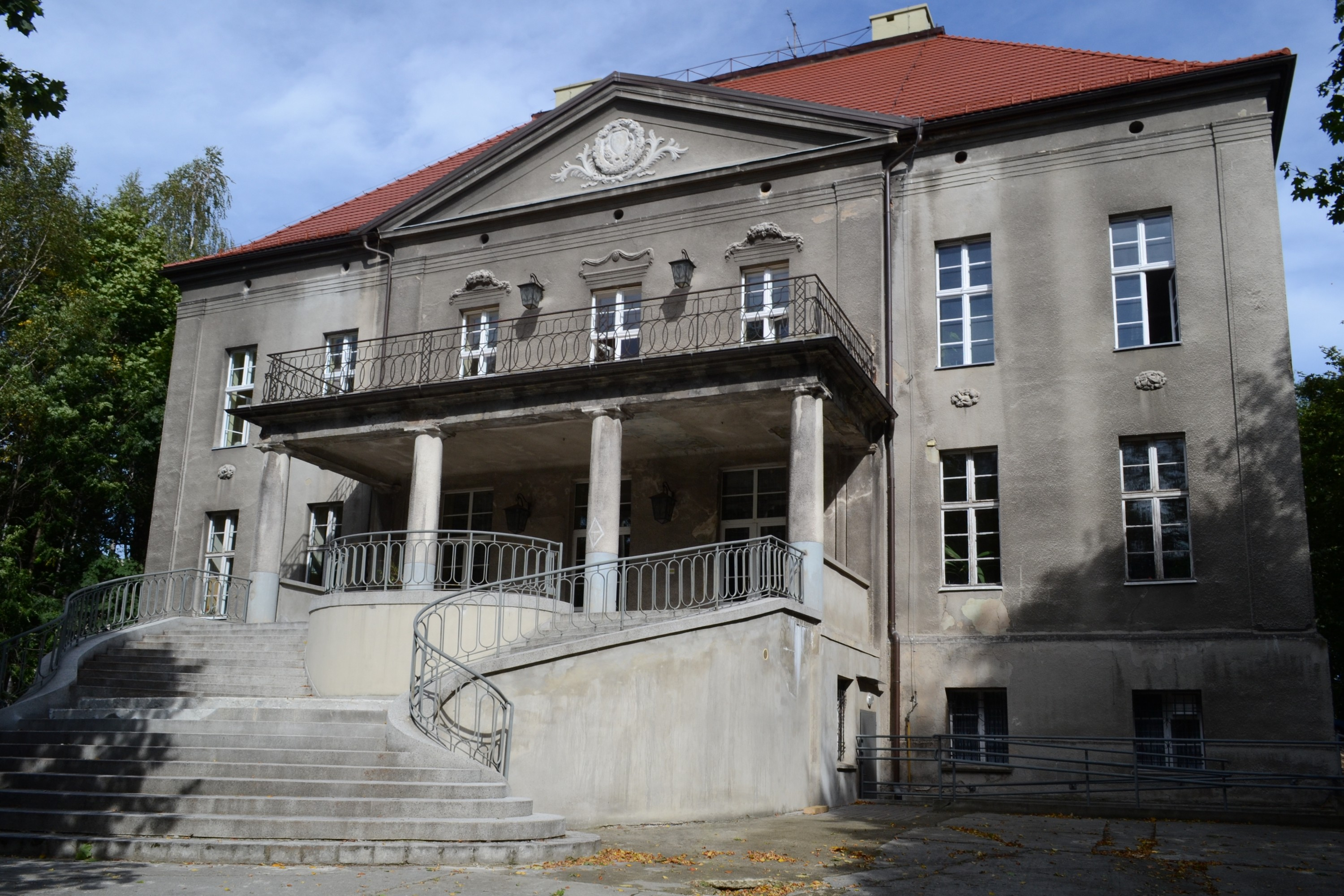
Das Jagdschloss
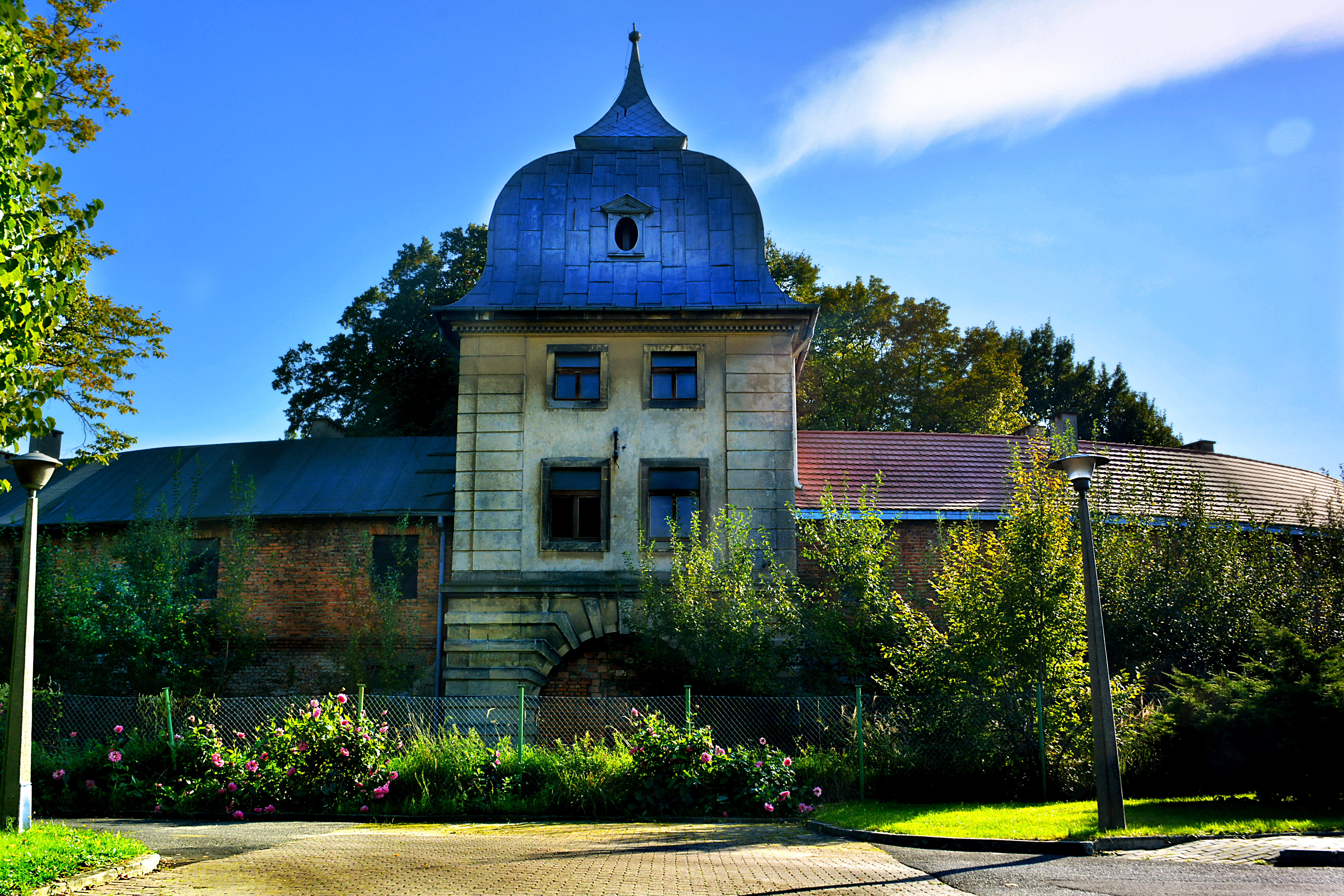
Das Schloss
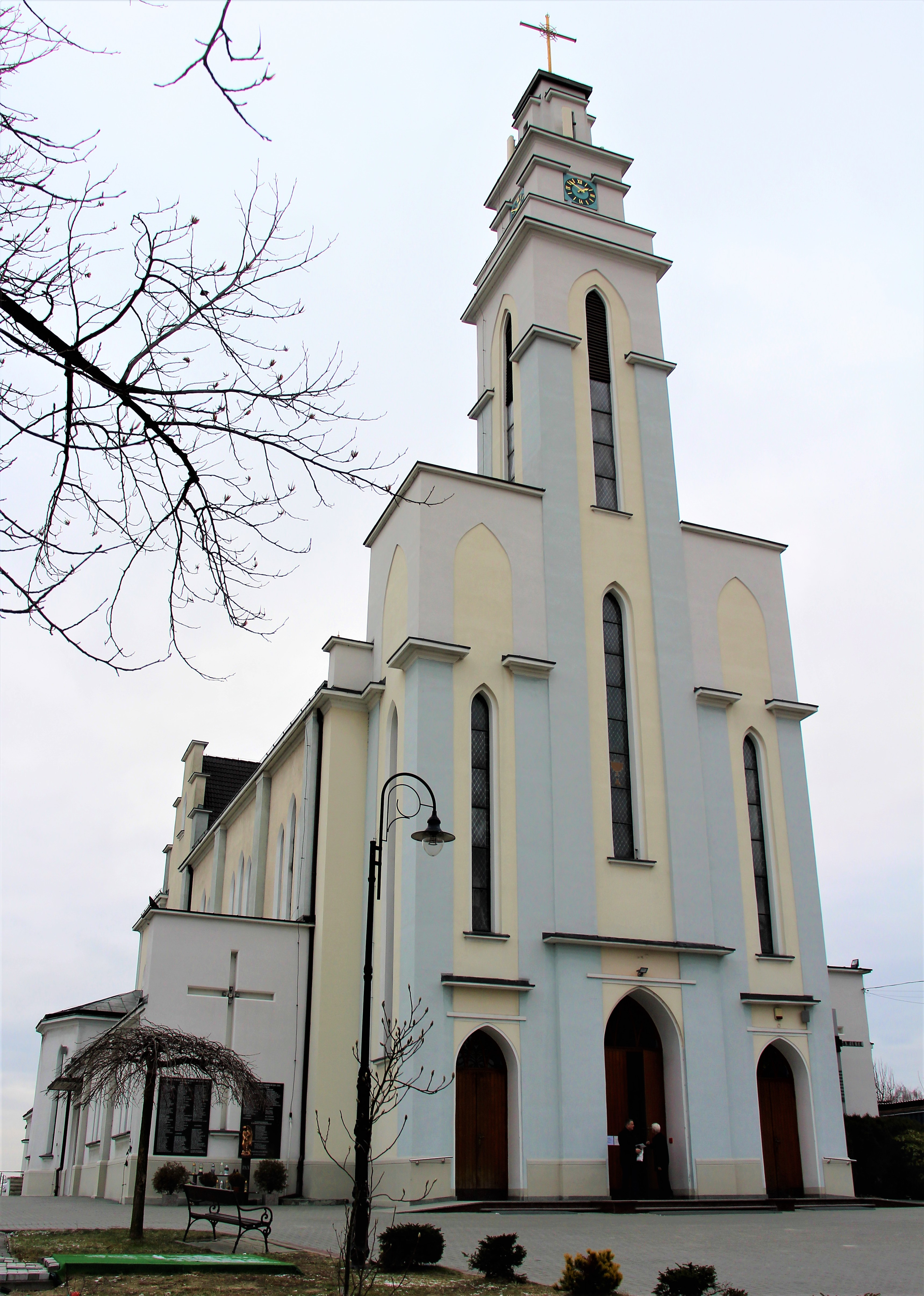
Die Kirche

## Gemeinde
Die Gmina Gorzyce hat etwa 21.000 Einwohner.

## Verkehr
Der Ort Olza hat eine Bahnstation an der Bahnstrecke 158 zwischen Wodzisław Śląski und dem Grenzbahnhof Chałupki.
Die Autostrada A1 endet in Gorzyce und die Landesstraße DK78 läuft nahe an der Gemeinde vorbei.

## Söhne und Töchter
- Georg Graf von Arco (1869–1940), Physiker und Elektroingenieur.